# واتر بالون

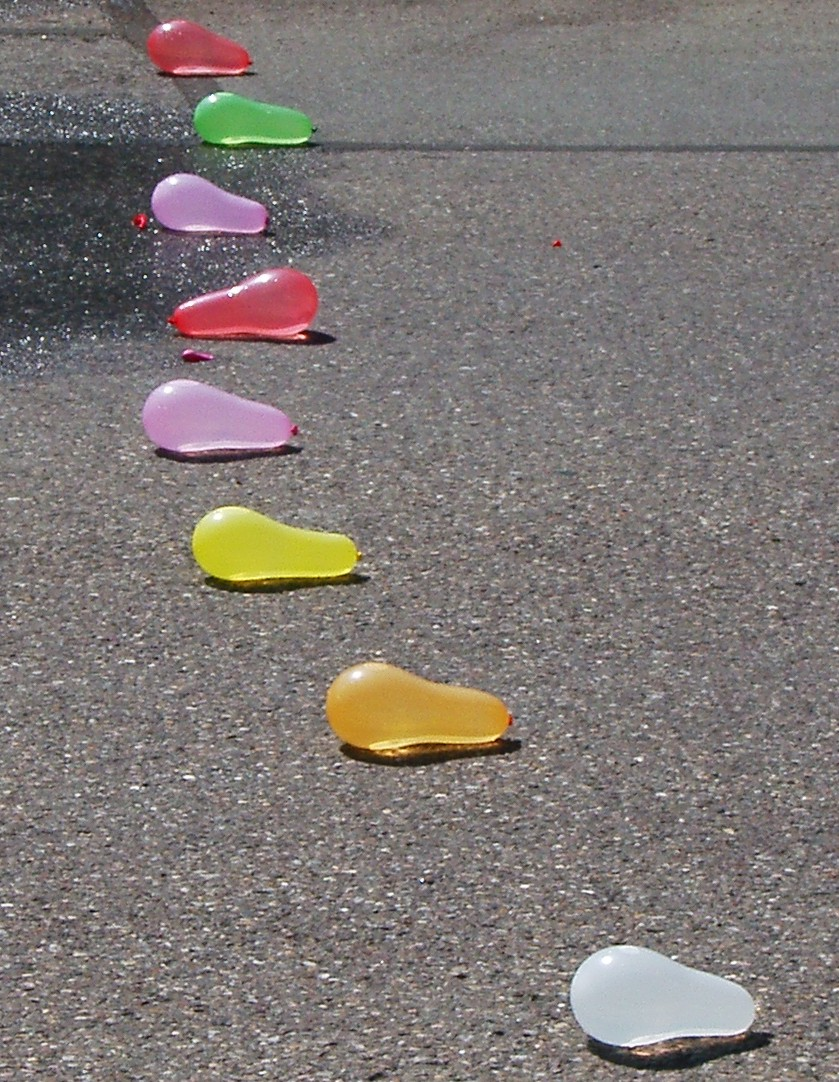
چند عدد واتر بالون.

واتر بالون یا واتر بمب (به انگلیسی: Water balloon، به معنی:بمب آب یا بادکنک آب) یک بادکنک است که درونش آب پر شده است. معمولاً به عنوان وسیله‌ای برای شوخی و بازی مورد استفاده قرار می‌گیرد.
در این بازی بادکنک را به جای هوا از آب پر می کنند و آن را به یکدیگر پرتاب می کنند.